# Pelé: Birth of a Legend
Huyền thoại Pelé là một bộ phim tiểu sử của Mỹ do Jeff Zimbalist và Michael Zimbalist đạo diễn kiêm viết kịch bản. Phim kể về quãng thời gian từ thơ ấu đến thời niên thiếu của cựu cầu thủ bóng đá Brazil Pelé và hành trình của ông và đồng đội để nỗ lực giành Cúp Thế giới năm 1958.
Bộ phim có sự tham gia của Kevin de Paula, Vincent D'Onofrio, Rodrigo Santoro, Diego Boneta, với Colm Meaney. Đặc biệt, chính Pelé cũng đã có một vai diễn khách mời trong phim.
Việc quay phim chính bắt đầu ở Rio de Janeiro vào tháng 9 năm 2013 và quá trình quay kéo dài đến cuối năm 2014. Bộ phim khi phát hành đã phải đối mặt với phản ứng tiêu cực và chỉ trích của các nhà phê bình phim vì những sai sót trong kịch bản và sự thiếu chiều sâu.

## Diễn viên
- Kevin de Paula trong vai Pelé, từ 13 đến 17 tuổi 
  - Leonardo Lima Carvalho trong vai Pelé năm 10 tuổi
- Seu Jorge trong vai Dondinho, là cha đẻ của Pelé. Khi còn trẻ, ông là một cầu thủ bóng đá nhưng sau đó bị sa thải vì chấn thương.
- Mariana Nunes trong vai Celeste, mẹ của Pele
- Vincent D'Onofrio trong vai Vicente Feola, huấn luyện viên trưởng của đội tuyển quốc gia Brazil tại Cúp Thế giới năm 1958
- Milton Gonçalves trong vai Waldemar de Brito, cựu cầu thủ bóng đá người Brazil, người đã phát hiện ra tài năng Pelé và tạo niềm tin cho cậu.
- Diego Boneta trong vai Jose Altafini "Mazzola", cầu thủ bóng đá người Ý gốc Brazil, từng là kẻ bắt nạt, coi thường Pelé khi còn nhỏ.
- Colm Meaney trong vai George Raynor, huấn luyện viên trưởng của đội tuyển quốc gia Thụy Điển tại Cúp Thế giới năm 1958
- Felipe Simas trong vai Garrincha, cầu thủ bóng đá người Brazil
- Fernando Caruso trong vai Zito, cầu thủ bóng đá người Brazil
- Rodrigo Santoro làm phát thanh viên Brazil
- Pelé trong vai người đàn ông ngồi ở sảnh khách sạn

## Sản xuất
Việc quay phim bắt đầu tại Rio de Janeiro vào ngày 30 tháng 9 năm 2013. Vào ngày 9 tháng 2 năm 2014, nhà sản xuất có thông báo rằng bộ phim sẽ không phát hành vào thời gian diễn ra Cúp Thế giới năm 2014, bởi vì nó đang trong quá trình hậu kỳ và thực hiện một số cảnh quay lại.
Bộ phim được quay hoàn toàn ở Brazil, với Leonardo Carvalho và Kevin de Paula đóng vai chính Pelé ở tuổi 9 và 17, tương ứng. Pele đã từng tuyên bố: "Hai diễn viên trẻ đóng vai người trẻ của tôi sẽ là những ngôi sao thực sự, vì kỹ năng của chúng cả trên màn hình và trên sân bóng đã được chứng minh."  Zimbalist nói rằng họ muốn tập trung vào cuộc sống ban đầu của Pele vì những lý do kịch tính, đưa ra lý do như sau: "Đó là sự ra đời của huyền thoại song song với sự ra đời của bản sắc dân tộc Brazil, thoát khỏi trận thua năm 1950 ở Cúp Thế giới năm 1958 trong sân vận động Maracana "..

## Phong cách Ginga
Phong cách bóng đá của Pelé bắt nguồn từ Ginga. Theo giải thích của nhân vật De Brito: "Nó nguyên thủy, nhưng nó có một lịch sử lâu dài và giàu có. ... bắt đầu từ đầu thế kỷ 16... Người Bồ Đào Nha đã đến Brazil với nô lệ châu Phi. Nhưng ý chí của người châu Phi rất mạnh mẽ và rất nhiều người đã trốn thoát vào rừng. Để bảo vệ bản thân, những nô lệ bỏ trốn đã học Ginga, nền móng của Capoeira, võ thuật của chiến tranh. Khi chế độ nô lệ cuối cùng cũng được hủy bỏ, những võ công Capoeiria ra khỏi khu rừng, chỉ để tìm cách đứa Capoeira ra khỏi vùng đất này một cách bất hợp pháp. Họ cảm thấy bóng đá là cách hoàn hảo để luyện tập ginga mà không bị bắt. Đó là hình thức cuối cùng của Ginga. Và không lâu sau, môn võ Ginga đã phát triển, thích nghi, cho đến khi nó không còn chỉ là của chúng ta, mà là giai điệu của tất cả người Brazin. Nhưng tại World Cup 1950, hầu hết mọi người đều tin rằng phong cách ginga của chúng ta phải chịu trách nhiệm cho việc thua trận đấu, và quay lưng lại với bất cứ điều gì liên quan đến sản vật châu Phi của chúng ta. Và giống như huấn luyện viên của cậu đang cố loại trừ Ginga ra khỏi lối chơi của cậu, chúng ta đang cố loại trừ nó khỏi chính bản thân mình như mọi người từ trước đến nay. "

## Thành tựu
Bộ phim nhận được đánh giá chủ yếu là tiêu cực. Tổng hợp đánh giá Rotten Tomatoes cho bộ phim rating 28%, dựa trên 29 đánh giá, với điểm trung bình là 5/10. Trên Metacritic, bộ phim có số điểm trung bình là 39 trên 100, dựa trên 11 nhà phê bình, cho thấy "những đánh giá chung không thuận lợi".
Nhà phê bình Josh Terry của Deseret News cho biết: "Nhìn chung," Pelé: Cuộc đời của một huyền thoại " là một bộ phim thể thao vững chắc và giới thiệu thú vị về một biểu tượng quốc tế." Tuy nhiên, ông tiếp tục nói thêm: "Trong khi" Sự ra đời của một huyền thoại "chạm vào các chủ đề nặng nề như bản sắc dân tộc và căng thẳng giai cấp, giai điệu của nó thường sử dụng một phong cách nổi bật điên cuồng khiến nội dung của nó lóe lên nhiều hơn chiều sâu."  Trong bài đánh giá của mình cho The Salt Lake Tribune, Sean P. Means đã trao giải cho bộ phim 2 trên 5 sao với nội dung: "... kịch bản diễn ra từ sự kiện này đến sự kiện khác, và các diễn viên trẻ đóng vai Pelé rất nhạt nhẽo và không hòa nhập."  Nhà phê bình chính Alan Zilberman của The Washington Post kết luận: "Bộ phim quá nghiêm túc và đơn độc để bị đạo văn, và những khoảnh khắc cuối cùng đang chuyển động bất chấp quỹ đạo dự đoán của họ.... Bộ phim sẽ tốt hơn nếu Zimbalists thêm một chút chiều sâu - hoặc thậm chí nghi ngờ - vào huyền thoại ấy."  Robert Abele của The Wrap tuyên bố bộ phim tiểu sử "không có mục tiêu" gọi việc điều trị theo kịch bản là "cháy bỏng". Trong bài đánh giá của mình cho The Village Voice, Michael Nordine bày tỏ: "Bộ phim mới về Pelé có những bước tiến lớn nhưng không hẳn là tốt, bộ phim nhảm nhí". Michael Rechtshaffen của The Los Angeles Times tuyên bố: " [....] Kịch bản không đáp ứng các yêu cầu kịch tính của một tính năng tường thuật."  Andrew Barker của Variety nhận xét: "Bộ phim liên tục bị cản trở bởi một cốtchuyện vô cùng nhạt nhòa, cực kỳ truyền thống." 

## Âm nhạc
Điểm phim được sáng tác bởi AR Rahman. Trong một cuộc phỏng vấn với Press Trust của Ấn Độ, Rahman đã được trích dẫn: "Khi tôi được tiếp cận cho dự án, lần đầu tiên tôi là Google, Pelé là ai, vì cuộc sống của tôi là tất cả âm nhạc. Tôi thấy những điều tuyệt vời về anh ấy và anh ấy là ai. Sau đó tôi đọc kịch bản. Tôi rất tôn trọng dự án. "  Vào tháng 9 năm 2014, Rahman đã thu âm các ca khúc có sự góp mặt của ca sĩ Anna Beatriz. Theo Rahman làm việc trong dự án Pelé rất đáng sợ nhưng anh thấy mình hoàn toàn đắm chìm trong âm nhạc Brazil, tham gia vào nhân vật, trong lối sống và bối cảnh của bộ phim. Anh ấy nói thêm rằng đôi khi trong thời thơ ấu, anh ấy đã nghe rất nhiều nhạc Brazil. Điểm số và một vài bài hát trong bộ phim này rơi vào thể loại âm nhạc phương Tây. Khi ghi lại điểm số, Rahman tuyên bố rằng ông đã sử dụng các nhạc cụ như charango, mandolin và rất nhiều nhạc cụ gõ và đồng thau từ Brazil. Vì vậy, nhạc phim là sự pha trộn của nhiều yếu tố với âm nhạc phổ quát phản ánh văn hóa Brazil.
"Ginga" là một ca khúc quảng cáo được phát hành dưới dạng video. Bài hát ban đầu không phải là một phần của kịch bản, nhưng đến một cách có tổ chức vì Rahman bị thu hút bởi từ 'Ginga', một phong cách chơi bóng đá. Rahman tuyên bố: "Ginga là một trong những điều chính làm thế nào Pelé thắng một trận đấu. Tôi thấy từ này rất thú vị. " Khi anh ta ghi xong điểm số, Rahman đã chơi bản nhạc cho các nhà sản xuất đã phê duyệt nó. Tại Ấn Độ, bài hát đã được ra mắt tại Rạp chiếu phim PVR ở Mumbai vào ngày 9 tháng 5 năm 2016. Tại sự kiện, Rahman đã xây dựng cách thức các video trên YouTube và âm thanh Brazil hiện có giúp anh thiết kế nhạc nền và chủ đề cho bộ phim.

### Nhạc phim
Tất cả đều được sáng tác bởi A. R. Rahman

## Giải thưởng
Đối với Giải thưởng Hàn lâm lần thứ 89, AR Rahman đã lọt vào danh sách đề cử dưới giải Oscar cho Điểm gốc xuất sắc nhất trong số 145 thí sinh và bài hát " Ginga " do AR Rahman sản xuất và được trình bày bởi AR Rahman, Anna Beatriz và Aditya Rao đã tìm thấy vị trí trong số 91 ứng cử viên dưới giải Oscar cho Bài hát gốc hay nhất. Các đề cử cho cùng sẽ được công bố vào ngày 24 tháng 1 năm 2017 tại Nhà hát Samuel Goldwyn và lễ trao giải cuối cùng vào ngày 26 tháng 2 năm 2017.